# Miki Garro
Miquel Garro Gomila conocido como Miki Garro (Palma de Mallorca, 20 de septiembre de 1975) es un exfutbolista español que ocupaba la posición de portero.

## Trayectoria
Proveniente de la cantera del RCD Mallorca. Tras pasar por el filial, en la temporada 2000/2001 sube al primer equipo. Durante cuatro años sería el portero suplente del cuadro isleño, jugando un total de 22 partidos en primera división. En 2003 ganó la Copa del Rey.
En verano de 2004 deja el Mallorca y recala en el Ciudad de Murcia, de Segunda División. Juega 16 partidos antes de retirarse en 2005.
Actualmente forma parte del cuerpo técnico como entrenador de porteros del RCD Mallorca.

## Clubes
| Club                         | País   | Año       |
| ---------------------------- | ------ | --------- |
| Mallorca "B"                 | España | 1995-1998 |
| Binéfar                      | España | 1998-1999 |
| Mallorca "B"                 | España | 1999-2000 |
| Real Club Deportivo Mallorca | España | 1999-2004 |
| Ciudad de Murcia             | España | 2004-2005 |